# 1744年の相撲
1744年の相撲（1744ねんのすもう）は、1744年の相撲関係のできごとについて述べる。

## 興行
- 4月場所（京都相撲）[1]
  - 興行場所:二条川端
  - 5月23日（旧4月11日）より興行
- 4月場所（大坂相撲）[2]
  - 興行場所:北浦江御池通一丁目
- 8月場所（京都相撲）[3]
  - 興行場所:二条川端
- 8月場所（大坂相撲）[2]
  - 興行場所:大坂堀江